# 迟晓慧
迟晓慧（1989年9月2日—），中国足球运动员，中国国家女子足球队成员，司职守门员。曾参加2014年亚足联女子亚洲杯。